# Uma no Naishi
Uma no Naishi (馬内侍; 949 – 1011) è stata una poeta giapponese waka e cortigiana del medio periodo Heian.
Era la figlia di Minamoto no Tokiakira, anche se il vero padre era Minamoto no Muneakira, il fratello maggiore di Tokiakira. È annoverata in diverse antologie tra cui i Chūko Sanjūrokkasen e le Trentasei poetesse immortali insieme a famose autrici contemporanee come Sei Shōnagon e Murasaki Shikibu.
Ha servito per Kishi Jōō, una delle consorti (Nyōgo) dell'imperatore Murakami; di Fujiwara no Kōshi, imperatrice (Chūgū) dell'imperatore En'yū; della Principessa Imperiale Senshi (che fu anche Saiin cioè i parenti femminili dell'imperatore giapponese che servivano come alte sacerdotesse nel santuario di Kamo); da Fujiwara no Senshi, consorte dell'imperatore En'yū; e l'imperatrice Fujiwara no Teishi (Kōgō) dell'imperatore Ichijō.
Ha avuto relazioni romantiche con membri di spicco del clan Fujiwara, come Fujiwara no Asateru, Fujiwara no Koretada, Fujiwara no Michitaka, Fujiwara no Michikane, tra gli altri; praticamente visse tutta la sua vita all'interno della Corte. Verso la fine della sua vita, Naishi prese i voti buddisti e si ritirò nel tempio di Uji per servire come monaca.
Le sue poesie sono incluse nell'antologia di poesia imperiale giapponese Shūi Wakashū. Ha anche una collezione personale intitolata Uma no Naishi-shū (馬内侍集).

## Poesia
Naishi, in quanto contemporanea e seguace di Shōnagon, era una dama della stessa corte nel periodo Heian, ha migliorato la sua conoscenza della poesia waka attraverso il suo legame con Shōnagon, che era notoriamente conosciuta per la sua poesia waka e per il suo romanzo Note del guanciale (枕草子makura no sōshi). Shōnagon era una rivale della collega Murasaki Shikibu, autore del Genji monogatari, anche lei inserita tra le Trentasei poetesse immortali.
(Goshūi Wakashū XI: 606)
(Senzai Wakashū XV: 909)